# Don Cartagena
Don Cartagena – trzeci studyjny album amerykańskiego rapera Fat Joego. Gościnnie występują Nas, Big Pun, Jadakiss, Raekwon, Terror Squad, Diddy, i Layzie Bone.

## Lista utworów
| #  | Tytuł                     | Producent(ci)                      | Wykonawca (cy)                            |
| -- | ------------------------- | ---------------------------------- | ----------------------------------------- |
| 1  | "Courtroom (Intro)"       | Mack 10                            | *Interlude*                               |
| 2  | "The Crack Attack"        | L.E.S.                             | Fat Joe                                   |
| 3  | "Triplets"                | Dame Grease                        | Big Pun, Fat Joe, Prospect                |
| 4  | "Find Out"                | Marley Marl                        | Armageddon, Fat Joe                       |
| 5  | "Don Cartagena"           | Richard "Younglord" Frierson       | Fat Joe, Puff Daddy                       |
| 6  | "My World"                | Baby Paul                          | Big Pun, Fat Joe                          |
| 7  | "John Blaze"              | Ski                                | Big Pun, Fat Joe, Jadakiss, Nas, Raekwon  |
| 8  | "Walk on By"              | Buckwild                           | Charli Baltimore, Fat Joe, Tony Sunshine  |
| 9  | "Dat Gangsta Shit"        | DJ Premier                         | Fat Joe                                   |
| 10 | "Bet Ya Man Can't (Triz)" | JAO                                | Big Pun, Cuban Link, Fat Joe, Triple Seis |
| 11 | "Misery Needs Company"    | Ghetto Professionals, The Beatnuts | Fat Joe, Noreaga                          |
| 12 | "The Hidden Hand"         | Spunk Biggs                        | Fat Joe, Terror Squad                     |
| 13 | "My Prerogative"          | Armageddon                         | Armageddon (solo)                         |
| 14 | "Good Times"              | Rashad Smith                       | Fat Joe, Krayzie Bone, Layzie Bone        |
| 15 | "Terror Squadians"        | Kurt Gowdy                         | Fat Joe, Terror Squad                     |

## Single
| Informacje o singlu                                                              |
| -------------------------------------------------------------------------------- |
| "Don Cartagena" - Wydany: 1 września, 1998 - B-side:                             |
| "Bet Ya Man Can't (Triz)" - Wydany: 8 grudnia, 1998 - B-side: "Dat Gangsta Shit" |

## Pozycja na listach
| Lista (1998)                          | Pozycja |
| ------------------------------------- | ------- |
| U.S. Billboard 200                    | 7       |
| U.S. Billboard Top R&B/Hip-Hop Albums | 2       |

## Pozycje singli
Bet Ya Man Can't (Triz)
| Lista                            | Pozycja |
| -------------------------------- | ------- |
| Hot Rap Singles                  | 27      |
| Hot R&B/Hip-Hop Singles & Tracks | 54      |
| Rhythmic Top 40                  | 38      |

Don Cartegena
| Lista                            | Pozycja |
| -------------------------------- | ------- |
| Hot Rap Singles                  | 21      |
| Hot R&B/Hip-Hop Singles & Tracks | 40      |